# Можарийский
Можарийский (также используется Можарский) — хутор в северо-восточной части Тимашёвского района Краснодарского края России.
Входит в состав Незаймановского сельского поселения.

## Варианты названия
- Мажарин,
- Мажаринский,
- Махарин,
- Можаринский[2].

## География
Хутор находится на реке Незайманке — левом притоке Бейсуга.

## Население
| 2002 | 2010 |
| ---- | ---- |
| 61   | ↘34  |

## Улицы
- Красная улица[5].